# Calliopsis timberlakei
Calliopsis timberlakei is een vliesvleugelig insect uit de familie Andrenidae. De wetenschappelijke naam van de soort is voor het eerst geldig gepubliceerd in 1958 door Rozen.